# Cordillera Negra
Die Cordillera Negra (spanisch für „Schwarze Gebirgskette“) ist Teil der peruanischen Westkordillere, einer von drei Gebirgsketten des Anden-Gebirges, im westlichen Zentral-Peru.

## Ausdehnung
Die Cordillera Negra dehnt sich auf einer Strecke von etwa 180 km mit einer Breite von 25 bis 40 Kilometer in NNW-SSO-Richtung aus, wobei sich ihr Kamm etwa 60 km von der Küstenlinie entfernt parallel zur Pazifikküste erstreckt. Die Kordillere ist Teil der andinen Sierra, die sich landeinwärts hinter der Costa entlangzieht, der schmalen Küstenwüste des südamerikanischen Teilkontinents.

## Berge und Gipfel
Im Folgenden eine Liste von Bergen und Gipfeln in der Cordillera Negra:
| Name (hispanisiert)       | Name (Quechua)           | Höhe in m |                            | Distrikte                                |
| ------------------------- | ------------------------ | --------- | -------------------------- | ---------------------------------------- |
| Coñocranra                | Quñuqranra               | 5187      | -8.84163 -78.005659 5187   | Caceres del Perú, Macate                 |
| Llamacpunta               |                          | 5120      | -10.326882 -77.269906 5120 | Cajamarquilla, Llipa, Ocros              |
| Flery Punta / Carhuacocha | Flery Punta / Carwaqucha | 5070      | -8.95518 -77.96651 5070    | Caceres del Perú                         |
| Rocarre                   | Ruqarri                  | 5006      | -8.96517 -77.97554 5006    | Caceres del Perú                         |
| Rumi Cruz                 | Rumi Krus                | 5020      | -8.90888 -77.95098 5020    | Caceres del Perú, Huaylas, Santo Toribio |
| Senal Cerro Rico          | Sinal Qhapaq Urqu        | 5006      | -9.05444 -77.91974 5006    | Huata, Pamparomás                        |
| Huancapeti                | Wank'ap'iti              | 4988      | -9.7643 -77.52929 4988     | Aija, Ticapampa                          |

Nahe dem Cerro Huancapeti überquert die höchste Passstraße der Cordillera Negra, der Huancapeti-Pass, in einer Höhe von 4680 m den Gebirgszug.

## Lage
Im Norden und Osten wird die Kordillere durch den Río Santa begrenzt, der landeinwärts die Cordillera Negra in ganzer Länge begleitet und dann das Küstengebirge bei 8° 45' S quert.
Im Süden wird die Kordillere bei 10° 30' S durch den Río Pativilca begrenzt. Im zentralen Teil der Kordillere nahe der Stadt Huaraz durchschneidet der Río Casma den Höhenzug.
Der Río Santa mit dem fruchtbaren Tal des Callejón de Huaylas trennt die Cordillera Negra von der Cordillera Blanca im Osten, ein ganzjährig schneebedeckter Höhenzug mit Gipfeln bis zu 6768 m. Die Cordillera Negra bleibt im Gegensatz zur Cordillera Blanca weitgehend schneefrei, obwohl sie sich bis in eine Höhe von 5000 m erhebt, und verdankt dieser Tatsache auch ihren Namen. Die Cordillera Negra hält die warmen Luftströmungen der Küstenebene zurück, so dass die Schneegrenze in der Cordillera Blanca bis auf 5400 m sinkt.
Die Cordillera Negra und die Cordillera Blanca liegen fast vollständig in der peruanischen Region Ancash.

## Bevölkerung
In den 1960er Jahren wurde am Nordrand der Cordillera Negra die Guitarrero-Höhle (Cueva del Guitarrero) entdeckt, die Knochen von Mastodonten und Lamas enthielt und anhand der gefundenen Werkzeuge und Kleidungsstücke auf eine menschliche Besiedlung in der Zeit von vor 10.950 bis 10.230 Jahren schließen lässt.
Heute ist die Cordillera Negra dünn besiedelt mit weitgehend indigener Bevölkerung, die bis in Höhen von über 4000 m vom Anbau von Weizen, Mais und Hafer lebt. Die Kordillere ist reich an Bodenschätzen wie Gold, Silber und Kupfer.